# ルートビア

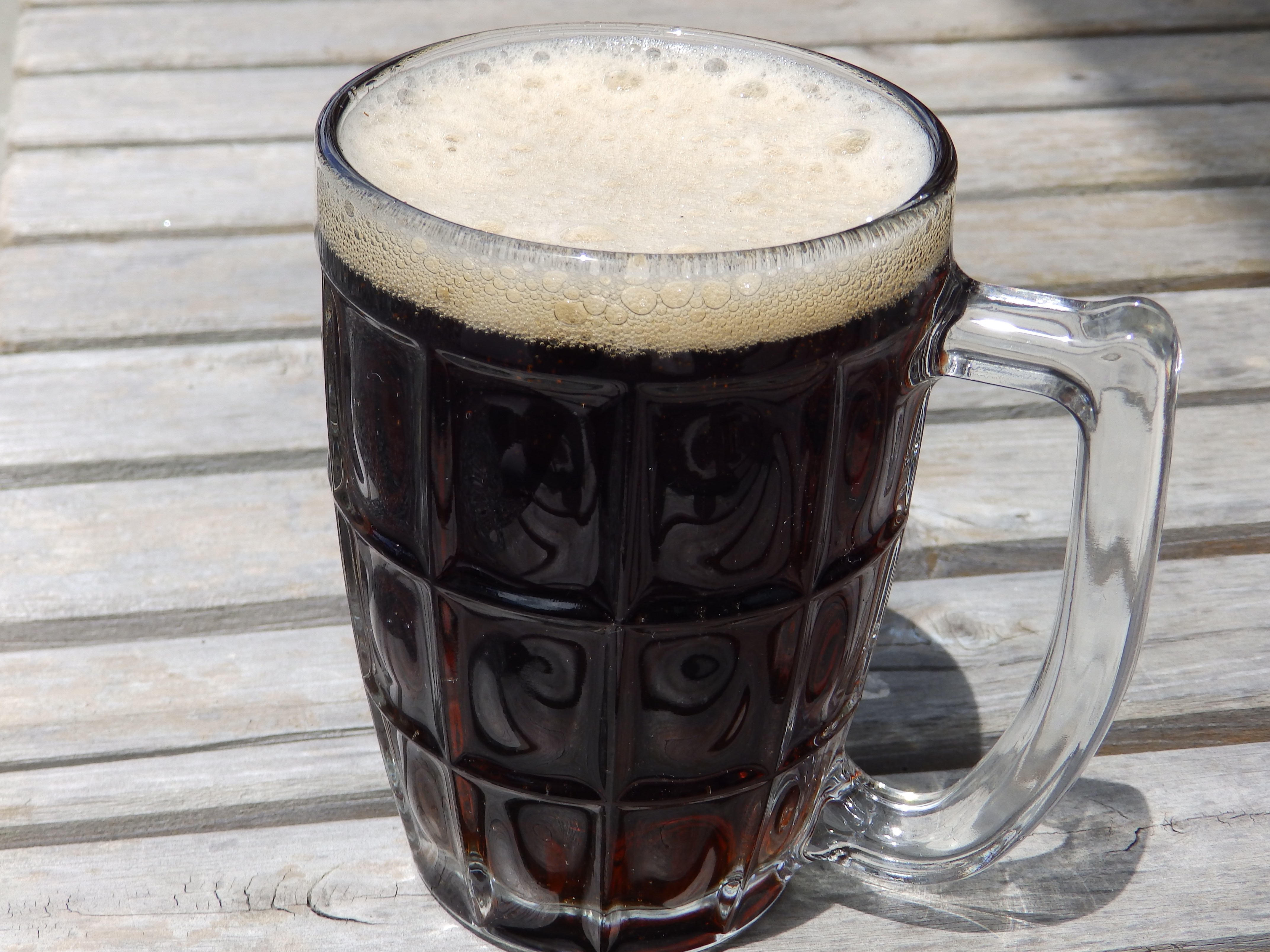
コップに注がれて泡を立てるルートビア。

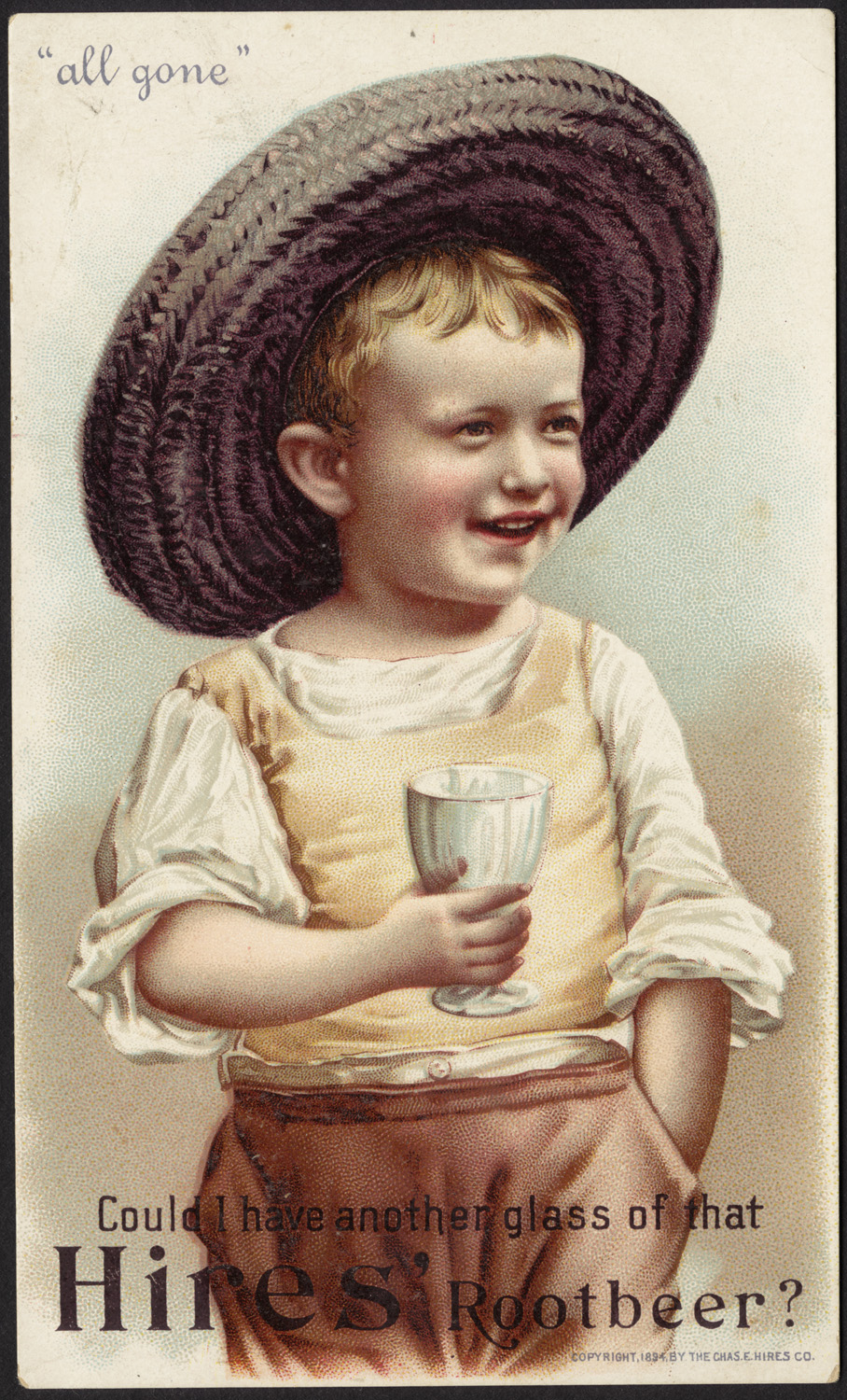
1894年の広告ポスター（Hire's）

ルートビア（英: root beer）は、アルコールを含まない炭酸飲料の一種。
商品としてのルートビアは、アメリカ合衆国において19世紀中頃に生まれたとされる。バニラや、桜などの樹皮、リコリス（甘草の一種）の根（root; ルート）、サルサパリラ（サルトリイバラ科の植物）の根、サッサフラス、ナツメグ、アニス、糖蜜などのブレンドによって作られる。使用原料やその配分は厳密に決まっておらず、銘柄によってさまざまなアレンジが施されている。

## 歴史
18世紀の建国時のアメリカ合衆国において、農場の所有者たちが家族の集いや社会的イベントのために自家醸造で低アルコール（2%程度）のハーブ飲料を作ったのが始まりとされる。ここに薬剤師が加わって鎮咳消炎などの薬効を期待したものなど、「奇跡の薬」を目指した独自調合による改良が加えられていった。
商品として作られたルートビアは、1866年5月17日にチャールズ・エルマー・ハイアーが開発したものが最初とされる。ハイアーは、1876年にフィラデルフィアにおける建国百年祭の展示で、ハーブや木の根、スパイスなどをブレンドした紅茶に入れるための粉末を発表し、1893年には瓶詰めの炭酸飲料としてルートビアを発売し始めた。

## 現状
アメリカ合衆国の飲料市場においてルートビアは3%のシェアを持っており、市民にとってなじみ深い飲料であると言える。なお、地ビールのように、地域独自の「地ルートビア」と呼ぶべきものも数多く販売されている。また、それほど一般的ではないが、自家製ルートビアも造られている。
関連商品としては、ルートビア味のキャンディや、のど飴なども販売されている。また、ルートビアにアイスクリームを浮かべた「ルートビア・フロート（別名：ブラックカウ）」などのアレンジ飲料も広く飲まれている。

## 原材料
地ルートビアや自家製ルートビアに使われる原材料としては、冒頭のものに加えて以下のようなものがある。
- スパイス類 - オールスパイス、コリアンダー
- ハーブ類 - セイヨウネズ（ジュニパー）、トウリョクジュ（英語版）（ウィンターグリーン）、甘松（英語版）、ウメガサソウ、ホップ、クローバー
- 木の皮など - カバノキ、シナモン
- 木の根など - ショウガ、タンポポ、スペインカンゾウ（リコリス）
- その他 - メープルシロップ、蜂蜜

ルートビア最大手の商品を客に提供する沖縄県のファーストフード店・A&Wレストランでは、米国から送られてくるルートビア原液には14種類以上のハーブが含まれるとしており、主な原材料名を公表している。
A&Wレストランのルートビアの主な原材料（原文のまま）
- バニラ
- サルサパリラ
- マシュマロウ
- セイヨウタンポポ
- リコリス
- ジンジャー
- シュガーケイン
- ワイルドチェリー

この原液を各店内にて水で薄め、シロップと炭酸を加えて氷を浮かべ、客に提供される。

## 日本でのルートビア

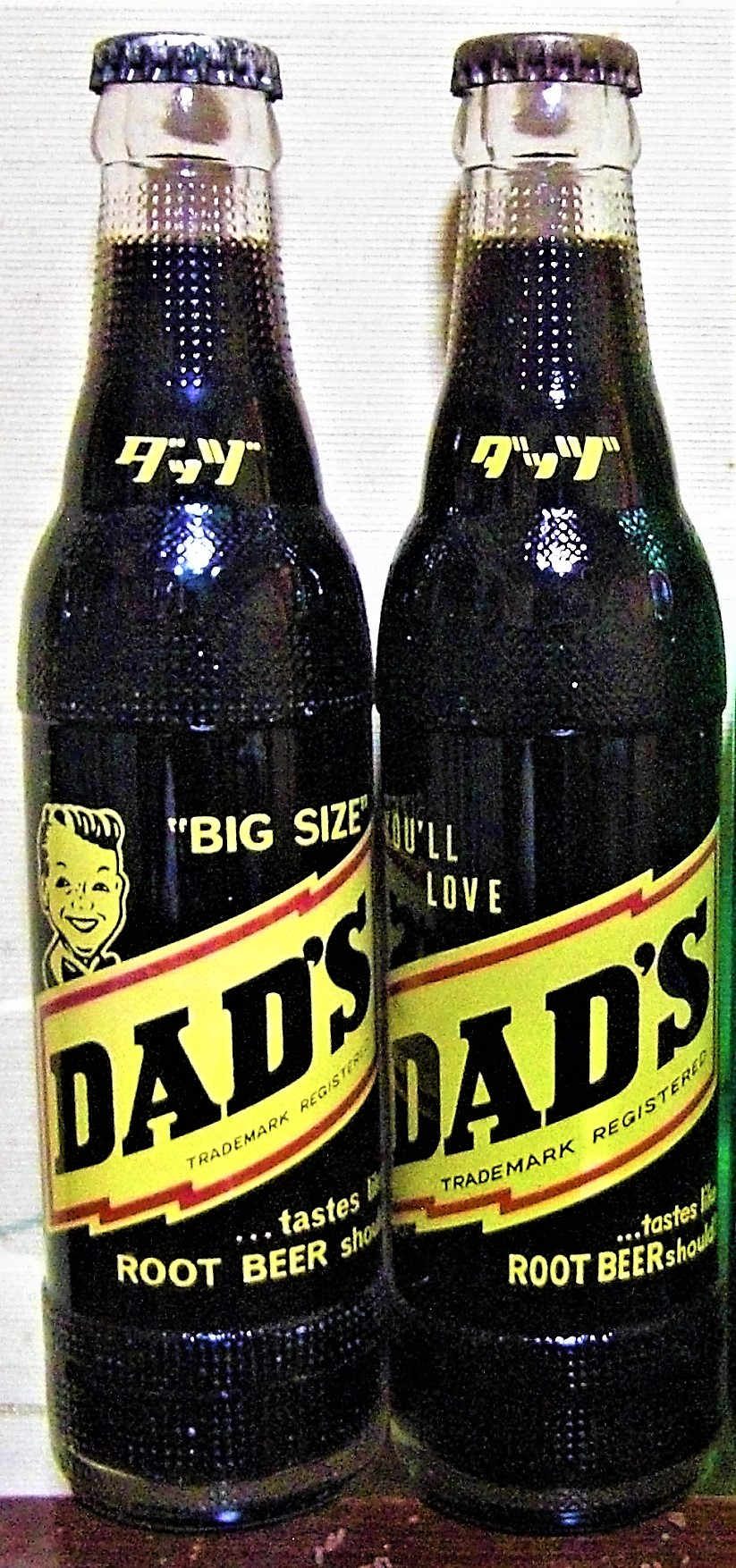
ダッヅ・ルートビヤー
日本国内製造販売時のリターナブル瓶入り製品

日本においては、米国による長期にわたる占領の経験がある沖縄県や小笠原諸島ではよく飲まれるが、それ以外の地域では、輸入食品店や沖縄地方の商品を扱う専門店、物産展などごくわずか販売されるのみである。
かつては、1963年（昭和38年）6月に山崎製パンがDad`sの権利を取得し、リターナブル瓶（207ml入り）で国内生産販売されたこともあったが、1970年代には終売となった。当時の瓶は片仮名表記が「ダッヅ ルートビヤー」となっていた。
2012年には、佐賀県小城市の友桝飲料が日本初の国産ルートビア「LAZY AFTERNOON」を発売した。
また、沖縄県のミリオンも、自社で設置する自動販売機でオリジナルのルートビアを販売しており、関東圏でも1000台を超える自動販売機を設置している。
各地の米軍基地内の自動販売機には必ずと言っていいほど入っているため、施設開放イベント等で入場できる機会に入手が可能である。また、近年では沖縄以外でも、一部の酒店、スーパー、ディスカウント店などで輸入物の缶入りルートビアの取扱いが増えてきている。
沖縄では、ファストフードのA&Wレストラン（現地の通称：エンダー）やJEFの各店舗で販売されており、特にA&Wは店内では「おかわり自由」である。ルートビアは、その独特の香りから「飲むサロンパス」などと呼ばれることがあるものの、人気は高い。

## ルートビアの仲間
東南アジアではルートビアと同じサルサパリラを原料とする台湾の黒松沙士が主流で、呼称も「サルサパリラ (Sarsaparilla)」や「サーシ、サルシ (Sarsi, Sarsae)」と呼ばれる。台湾でも「沙士（サース）」と呼ぶ。
ルートビアよりも早い1886年に発売されたコーラは、もともとは植物のコーラの実を使用したものであり、1885年に発売されたドクターペッパーとともに初期の手作り時代のルートビアから開発されたもので、広い意味ではルートビアの仲間である。

## ルートビアの銘柄
- A&W
- Dad's
- Hire's
- Not your father's

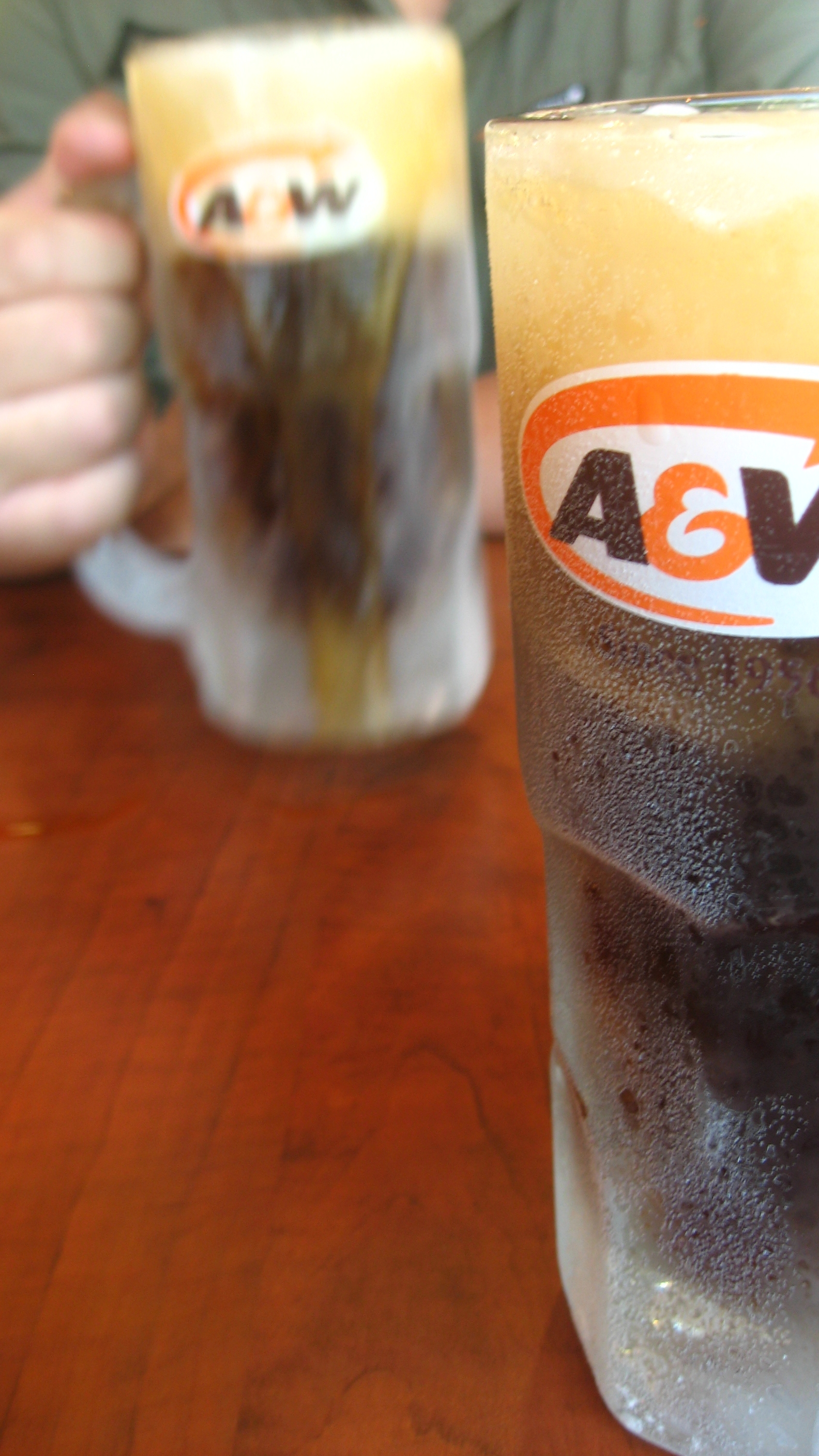
A&Wルートビア

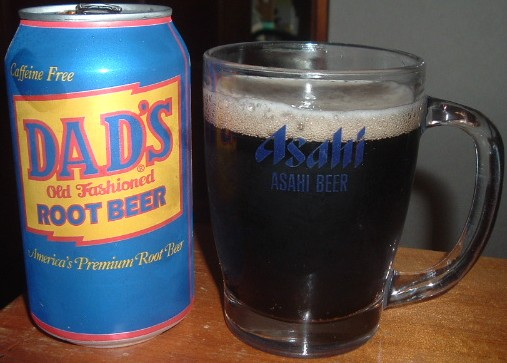
ダッズ・ルートビア

- Iris (ルートビア)（英語版）
- Mug（英語版）
- Shasta（英語版）
- Barq's
- ミリオン
- 沖縄バヤリース（現在はクリームソーダのみ製造）
- 亜洲〈高級飲料〉沙示（asia ROOT BEER, 中国）

### サーシ
- 黒松沙士
- 屈臣氏沙示汽水（Watson's SARSAE, 中国）

## その他
- アメリカではポピュラーな飲料であるため、さまざまなフィクション世界でも登場することがある。有名な例としては、漫画『ピーナッツ』に登場するスヌーピーや、テレビドラマ『Xファイル』の主人公フォックス・ウィリアム・モルダー捜査官の好物として知られている。
- ドラマ『FRINGE/フリンジ』の登場人物、ウォルター・ビショップ博士の好物であり、ドラマ作中ではルートビアの成分を解析している。
- テレビドラマ『刑事コロンボ』の第2話「死者の身代金」の終盤には、コロンボが空港のカフェにてルートビアを注文する場面があるが、吹き替え版ではグレープジュースに置き換わっている。
- 小説『微熱少年』で主人公の少年が注文するシーンがある。